# Zielenina
Zielenina (kaszb. Zëlenënô) – osada w Polsce położona w województwie pomorskim, w powiecie gdańskim, w gminie Trąbki Wielkie. 
Osada jest częścią składową sołectwa Pawłowo.
W latach 1975–1998 miejscowość należała administracyjnie do województwa gdańskiego.